# Deceniul de incluziune a romilor

Logo-ul Deceniului de incluziune a romilor

Deceniul de incluziune a romilor este o inițiativă susținută de opt state din Europa Centrală și de Sud-est, pentru a îmbunătăți statutul socio-economic și incluziunea socială a romilor din regiune. Proiectul a fost lansat în 2005 și deceniul va fi organizat între 2005 și 2015, reprezentând primul proiect multinațional din Europa destinat a îmbunătăți în mod activ situația romilor.
Nouă țări fac parte din Deceniul de incluziune a romilor: Bulgaria, Croația, Cehia, Macedonia, România, Serbia, Muntenegru, Slovacia și Ungaria. Toate aceste țări au minorități rome semnificative, aflate în situații de excludere socială și afectate de discriminare la nivelul societăților respective.
Cele patru domenii de intervenție ale Deceniului de incluziune a romilor sunt: educația, ocuparea, sănătatea și locuirea. 
În februarie 2005, cu ocazia lansării oficiale a Deceniului, guvernele țărilor menționate mai sus s-au angajat că vor încerca să reducă diferențele socio-economice între populațiile rome și celelalte grupuri etnice din țările respective pentru a închide ciclul de sărăcie și excluziune prin care mulți romi trec în prezent.
În România, Agenția Națională pentru Romi (ANR) Arhivat în 27 august 2021, la Wayback Machine., structura în cadrul administrației centrale, este responsabilă pentru coordonarea activităților legate de Deceniul de incluziune a romilor. 